# 矢野貫城
矢野 貫城(やの つらき、1886年7月4日 - 1974年11月4日)は、日本の教育者。日本基督教団富士見町教会の長老。

## 経歴・人物
1886年高知県吾川郡に生まれる。高知県立第一中学校を経て1905年山口高等商業学校入学、在学中に山口教会の和知牧太牧師より洗礼を受ける。1908年に卒業後直ちに同校の助教授となり1913年に教授。
1915年2月から1917年6月まで文部省留学生としてコロンビア大学で経済学を修める（M.A.取得）。帰国後文部事務官兼督学官に就任する。
1927年に彦根高等商業学校の校長、1939年に明治学院の院長に就任する。戦争中は軍国主義的な教育を行った。
戦後は教育刷新委員会や大学設置委員会の委員を務め新教育制度の確立に尽力した。1943年より1947年まで、基督教教育同盟会の理事長。その後も同会の初代総主事を務めキリスト教主義学校の復興に貢献した。1958年9月に四国学院短期大学の初代学長に就任、4年制の四国学院大学設立にも尽力（第3代学長）。また宮城学院、東京女子大学の理事長、高千穂商科大学（現高千穂大学）の理事などを歴任。設立委員を務めた国際基督教大学では長く監事の任にあった。

## 栄典
- 1963年（昭和38年） - 藍綬褒章受賞[3]
- 1966年（昭和41年）11月3日 - 銀杯一組を賜る[4]

## 主著
- 『欧米旅行雑感』1933年
- 『新商業道徳』研究社（研究社学生文庫 ; 2001）1942年